# 21555 Левері
21555 Левері (21555 Levary) — астероїд головного поясу, відкритий 24 серпня 1998 року.
Тіссеранів параметр щодо Юпітера — 3,132.